# Persée et Andromède (Pompéi)
Pour les articles homonymes, voir Persée et Andromède.
Persée et Andromède est une fresque retrouvée dans la Maison des Chapiteaux Colorés à Pompéi et conservée au Musée archéologique national de Naples.

## Histoire
Peinte entre 45 et l'éruption du Vésuve en 79, la fresque a été placée au centre de la partie médiane du mur ouest d'un œcus de la Maison des Chapiteaux colorés ; à la suite de la découverte de la maison, elle a été détachée de son emplacement d'origine.

## Description
La fresque représente Persée et Andromède assis sur des pierres carrées ; Andromède a la peau très claire, est nue, avec un manteau qui ne couvre que ses jambes : sur sa tête elle porte un diadème doré et son corps est orné de bracelets et de chevillères. La princesse est attentive au reflet de la tête de Méduse dans l'eau, que Persée tient haut dans sa main droite, tandis qu'avec sa main gauche il enlace Andromède : le héros est de peau sombre, nu lui aussi, avec seulement un manteau sur ses jambes et des sandales ailées aux pieds. L'arrière-plan de la scène est monochrome.